# Oh Lord, God of Vengeance, Show Yourself!
Oh Lord, God of Vengeance, Show Yourself! – trzeci album zespołu Red Sparowes i pierwszy koncertowy.
Po koncercie w Sztokholmie w 2006 skradziono część aparatury muzycznej, którą zespół wynajął na czas europejskiego tournée. Koszty były tak wysokie, że Red Sparowes postanowili wydać płytę aby zrekompensować straty finansowe. Zapis na płycie pochodzi właśnie z tego koncertu.

## Lista utworów
1. "The Great Leap Forward Poured Down Upon Us One Day Like a Mighty Storm, Suddenly and Furiously Blinding Our Senses." - 8:34
2. "Alone and Unaware, The Landscape Was Transformed in Front of Our Eyes." - 8:00
3. "Like the Howling Glory of the Darkest Winds, This Voice Was Thunderous and the Words Holy, Tangling Their Way Around Our Hearts and Clutching Our Innocent Awe." - 10:48
4. "Buildings Began to Stretch Wide Across the Sky, and the Air Filled With a Reddish Glow." - 7:17
5. "Ourv Happiest Days Slowly Began Turn Into Dust." - 7:21
6. "Finally, as That Blazing Sun Shone Down Upon Us, Did We Know That True Enemy Was the Voice of Blind Idolatry; And Only Then Did We Begin to Think for Ourselves." - 14:14
7. "The Sixth Extinction Crept Up Slowly, Like the Sunlight Through the Shutters, as We Looked Back in Regret." - 14:39